# Stepan Andriyovych Bandera
Stepan Andriyovych Bandera (tiếng Ukraina: Степан Андрійович Бандера; 1/01/1909 – 15/10/1959) là nhà hoạt động chính trị Ukraina và là nhà lãnh đạo của phong trào dân tộc và độc lập của Ukraina.
Bandera là một nhân vật lịch sử gây tranh cãi cả ở Ukraina và quốc tế.. Đánh giá về ông thay đổi từ rất tích cực đến rất tiêu cực .Ông được tôn vinh bởi một số người Ukraina hiện đại, bao gồm các phong trào dân tộc Ukraina và tổ chức cực hữu như Pravyi Sektor (tiếng Ukraina: Правий сектор, Right Sector) , nhưng ông đang bị lên án ở Ba Lan , Nga, Israel, và người Nga và người Do Thái  ở Ukraina.
Thảm sát người Ba Lan ở Volhynia và Đông Galicia liên hệ đến các chính sách của phe Bandera trong Tổ chức Quốc dân Ukraina (tiếng Ukraina: Організація Українських Націоналістів, Orhanizatsiya Ukrayins'kykh Natsionalistiv hay ОУН, tiếng Anh: OUN-B, Organization of Ukrainian Nationalists) và cánh quân sự của nó là Quân đội kháng chiến Ukraina (UPA), theo mục tiêu đặt ra tại Hội nghị lần thứ hai của OUN-B từ ngày 17 đến 23 tháng 2 năm 1943 (hoặc tháng 3 năm 1943) làm tất cả những gì để thanh trừng những thứ phi Ukraine ra khỏi nhà nước Ukraine trong tương lai . Không chỉ hạn chế các hoạt động của họ ở việc thanh trừng thường dân Ba Lan, UPA còn muốn xóa tất cả các dấu vết về sự hiện diện của Ba Lan trong khu vực. Các nhà sử học Timothy Snyder và Jeffrey Burds nhận thấy các vụ thảm sát như là một phần của một cuộc chiến tranh dân sự đa chiều trong vùng lãnh thổ Đức chiếm đóng, mà người Ba Lan phải ứng phó với các cuộc tấn công của Ukraina.
Năm 2008, các vụ thảm sát do lực lượng dân tộc chủ nghĩa Ukraina chống lại sắc tộc Ba Lan ở Volhynia và Đông Galicia đã được Viện Tưởng niệm Quốc gia Ba Lan (tiếng Ba Lan: Instytut Pamięci Narodowej – Komisja Ścigania Zbrodni przeciwko Narodowi Polskiemu, IPN; tiếng Anh: Institute of National Remembrance) của Ba Lan mô tả là "mang những đặc điểm riêng của một cuộc diệt chủng" .
Trong những tháng đầu của Chiến tranh thế giới thứ hai ông đã hợp tác với Đức Quốc xã. Nhưng khi ông tuyên bố một nhà nước Ukraina độc lập, ông đã bị bắt vào ngày 15/9/1941 và sau đó bị giam cầm ở trại tập trung Sachsenhausen . Năm 1944, khi nước Đức mất uy quyền nhanh chóng trong các cuộc chiến tranh trước khi quân Đồng minh tiến, Bandera được thả tự do, với hy vọng rằng ông sẽ ngăn chặn các lực lượng Liên Xô tiến vào. Sau này năm 1959 tại München, Đức, Bandera bị điệp viên Bohdan Stashynsky của Cơ quan an ninh Liên Xô KGB ám sát.
Ngày 22/01/2010 Tổng thống Ukraina Viktor Andriyovych Yushchenko đã truy tặng Bandera danh hiệu Anh hùng Ukraina. Việc tặng danh hiệu này đã bị lên án từ Nghị viện châu Âu, Nga, Ba Lan và các tổ chức của người Do Thái , và được Tổng thống kế nhiệm Viktor Yanukovych tuyên bố là bất hợp pháp, cũng như phán quyết của tòa án vào tháng 4 năm 2010. Tháng 1 năm 2011 danh hiệu đã chính thức bị bãi bỏ . Tuy nhiên những hoạt động tưởng niệm, dựng tượng, đặt tên phố diễn ra hầu khắp tây Ukraina. Mới đây nhất, ngày 07/07/2016 Hội đồng thành phố Kiev đã biểu quyết 87 trên 10 ủng hộ đề nghị của thị trưởng Vitali Klitschko đổi tên Đại lộ Moskva (Московський проспект) thành Đại lộ Stepan Bandera .
Bandera đã chịu tử đạo và hiện là anh hùng dân tộc ở một vùng của Ukraine, hay chính xác hơn là một anh hùng bán dân tộc.

## Hoạt động
Stepan Bandera lớn lên ở Stryi (tiếng Ukraina: Стрий) tỉnh Lviv, Vương quốc Galicia và Lodomeria, lúc đó thuộc Đế quốc Áo-Hung. Tốt nghiệp trung học năm 1927, ông dự học Trường Cao đẳng Công nghệ và Kinh tế Ukraina ở Poděbrady, Tiệp Khắc, nhưng nhà chức trách Ba Lan đã không cấp cho ông giấy tờ đi lại . Năm 1928 ông ghi danh vào chương trình nông học Đại học Bách khoa Lviv, một trong những số ít ỏi ngành học cho phép người Ukraina theo học. Vào thời đó chính phủ Ba Lan hạn chế người thiểu số Ukraina và Do Thái, theo học trung và đại học .
Stepan Bandera đã gặp và gắn mình với các thành viên của nhiều tổ chức dân tộc Ukraine từ khi đi học, gồm Plast, Liên minh Giải phóng Ukraina (tiếng Ukraina: Українська Визвольна Організація) và Tổ chức Quốc dân Ukraina (tiếng Ukraina: Організація Українських Націоналістів hay ОУН, chữ Latin: OUN). Hoạt động nhiều nhất là ở OUN, cùng với nhà lãnh đạo OUN là Andriy Melnyk .
Với tính cách quyết đoán Stepan Bandera nhanh chóng nổi lên, trở thành giám đốc tuyên truyền OUN năm 1931, người thứ hai trong bộ tư lệnh OUN ở Galicia năm 1932-1933, và đứng đầu Ban Điều hành Quốc gia OUN năm 1933 . Bandera nhắm đến chính sách xây dựng đất nước là quan trọng và do đó, ông tập trung vào việc phát triển hỗ trợ tất cả các giai cấp người Ukraina ở cả phần Tây và Đông Ukraina .

### OUN
Tháng Sáu năm 1933 Stepan Bandera trở thành người đứng đầu Ban điều hành quốc gia OUN ở Galicia. Ông đã mở rộng mạng lưới của OUN ở Kresy, hướng nó chống lại cả Ba Lan và Liên Xô. Sự chống đối các quan chức Ba Lan, bao gồm hàng loạt chiến dịch chống lại độc quyền thuốc lá và rượu Ba Lan, và chống lại việc làm mất tính dân tộc của tuổi trẻ Ukraina. Năm 1934 ông bị chính phủ Ba Lan bắt tại Lviv và bị xét xử hai lần: lần đầu liên quan đến việc tham gia vào một âm mưu ám sát Bộ trưởng Nội vụ Bronisław Pieracki, và lần thứ hai tại phiên tòa chung đối Ban điều hành OUN. Ông bị kết tội khủng bố và bị kết án tử hình .
Bản án tử hình được giảm xuống tù chung thân, và ông được giam ở nhà tù Wronki. Năm 1938 một số đệ tử đã cố gắng cứu ra khỏi nhà tù nhưng không thành công .
Tháng 9/1939 Thế chiến thứ 2 nổ ra, Đức Quốc xã chiếm đóng Ba Lan, Bandera được tự do .
Bandera chuyển đến Kraków, thủ phủ của Chính phủ chung của vùng chiếm đóng của Đức. Ở đó, ông tiếp xúc với nhà lãnh đạo khác của OUN là Andriy Melnyk. Năm 1940, có sự khác biệt về chính trị giữa hai nhà lãnh đạo, dẫn đến chia rẽ thành hai phe. Phe Andriy Melnyk hay OUN-M, có cách tiếp cận thận trọng hơn để xây dựng quốc gia, và phe Bandera hay OUN-B, hỗ trợ một cách tiếp cận mang tính cách mạng .

### Hình thành các nhóm cơ động
Trước khi tuyên bố độc lập ngày 30 tháng 6 năm 1941, Bandera dự kiến lập ra cái gọi là "Nhóm cơ động" (tiếng Ukraina: мобільні групи), là nhóm nhỏ cỡ 5-15 thành viên phái OUN-B, những người đi từ vùng Chính phủ chung sang Tây Ukraina để hỗ trợ thiết lập chính quyền địa phương cai trị bởi các nhà hoạt động OUN-B .
Tổng cộng khoảng 7.000 người đã tham gia các nhóm cơ động, trong đó có nhiều trí thức, như Ivan Bahriany, Vasyl Barka, Hryhorii Vashchenko, và nhiều người khác .

## Chiến tranh thế giới thứ hai
Ngay trước Chiến tranh thế giới thứ hai các lãnh đạo OUN Andriy Melnyk và Bandera được Abwehr của quân đội Đức Quốc xã tuyển dụng cho hoạt động tình báo, phản gián và phá hoại. Mục tiêu của họ là để thực hiện các hoạt động sau khi Đức tấn công Liên Xô. Melnyk có tên mã là 'Consul I'. Thông tin này là một phần của bằng chứng do đại tá Abwehr Erwin Stolze đưa ra ngày 25/12/1945 và nộp cho Tòa án Nürnberg, với một yêu cầu là được thừa nhận là bằng chứng .
Mùa xuân năm 1941, theo Viện Hàn lâm Khoa học Quốc gia Ukraina và các nguồn khác, Bandera tổ chức các cuộc họp với giới đứng đầu tình báo Đức, liên quan đến sự thành lập các tiểu đoàn "Nachtigall" và "Roland". OUN đã nhận được 2,5 triệu Mark cho hoạt động lật đổ bên trong Liên Xô . Cả Gestapo và Abwehr đều bảo vệ thành viên Bandera, vì cả hai tổ chức có ý định sử dụng họ cho các mục đích riêng của mình .
Ngày 30/06/1941, quân đội Đức quốc xã thâm nhập Ukraina, Bandera và OUN-B tuyên bố một nhà nước Ukraina độc lập. Lời tuyên bố đưa ra nói rằng sự hình thành nhà nước này sẽ "làm việc chặt chẽ với nước Đức Quốc xã Vĩ đại, dưới sự lãnh đạo của Adolf Hitler để hình thành một trật tự mới ở châu Âu và thế giới, và đang giúp nhân dân Ukraina giải phóng mình khỏi sự chiếm đóng của Moscovite" - như lời văn của "Bản Tuyên ngôn Nhà nước Ukraina" ("Act of Proclamation of Ukrainian Statehood") .
Năm 1941 quan hệ giữa phát xít Đức và OUN-B trở nên xấu đi đến mức mà một tài liệu của Đức Quốc xã ngày 25/11/1941 nói rằng "... Phong trào Bandera đang chuẩn bị một cuộc nổi dậy trong Reichskommissariat nhằm mục đích cuối cùng của nó là thành lập một Ukraina độc lập. Tất cả các thành viên của Phong trào Bandera phải bị bắt cùng một lúc, và sau khi thẩm vấn kỹ lưỡng, sẽ được thanh lý... " . Ngày 05 tháng Bảy, Bandera được chuyển đến Berlin. Ngày 12 tháng Bảy, chủ tịch nhà nước Ukraina mới thành lập, Yaroslav Stetsko, cũng đã bị bắt và đưa đến Berlin. Mặc dù được cho ra khỏi nhà giam ngày 14 tháng Bảy, cả hai được yêu cầu trú tại Berlin. Đến ngày 15/09/1941 thì Bandera và các thành viên OUN hàng đầu đều bị Gestapo bắt giữ. Tháng 01/1942 Bandera được chuyển đến trại tập trung Sachsenhausen trong khu đặc biệt dành cho các tù nhân chính trị cao cấp Zellenbau .
Tháng 4 năm 1944 Bandera và người phó của ông Yaroslav Stetsko được một quan chức RSHA (Reichssicherheitshauptamt) tiếp cận bàn về phương án quấy rối và phá hoại chống lại quân đội Liên Xô . Tháng 9/1944  Bandera được [chính quyền Đức] thả, với hy vọng rằng ông sẽ kích động dân chúng bản địa để chống lại quân đội Liên Xô đang tiến đến. Với sự đồng ý của Đức Bandera thiết lập trụ sở tại Berlin .

## Sau chiến tranh
Theo Stephen Dorril, tác giả cuốn "MI6: Bên trong màn che Thế giới bí mật của cơ quan tình báo Hoàng gia" (MI6: Inside the Covert World of Her Majesty's Secret Intelligence Service), năm 1946 dưới sự bảo trợ của MI6, OUN-B đã được tái thành lập . Tổ chức này nhận được sự hỗ trợ từ MI6 kể từ năm 1930. Một phe của tổ chức Bandera, cùng với Mykola Lebed, trở nên có quan hệ chặt chẽ hơn với CIA .

## Các thân nhân
Cha của S. Bandera là Andriy Bandera, bị bắt vào cuối tháng 5/1941 vì chứa chấp một thành viên OUN, và chuyển đến Kiev. Ông bị kết án tử hình ngày 08/07 và bị hành quyết ngày 10/07.
Những người anh em trai của S. Bandera là Aleksandr (có bằng tiến sĩ về kinh tế chính trị Đại học Rome), và Vasyl (cử nhân Triết học, Đại học Lviv) bị bắt và giam cầm ở Auschwitz, và có cáo buộc là các tù nhân Ba Lan đã giết chết họ vào năm 1942 .
Những chị em là Oksana và Marta-Maria bị NKVD bắt giữ vào năm 1941 và đưa đến một GULAG ở Siberia. Cả hai đã được thả vào năm 1960 nhưng không được quyền trở về Ukraina. Sau này Marta-Maria qua đời ở Siberia năm 1982, còn Oksana trở lại Ukraina năm 1989, và qua đời năm 2004. Một em gái là Volodymyra đã bị phạt trong trại lao động Liên Xô 1946-1956, đã trở lại Ukraina năm 1956 .

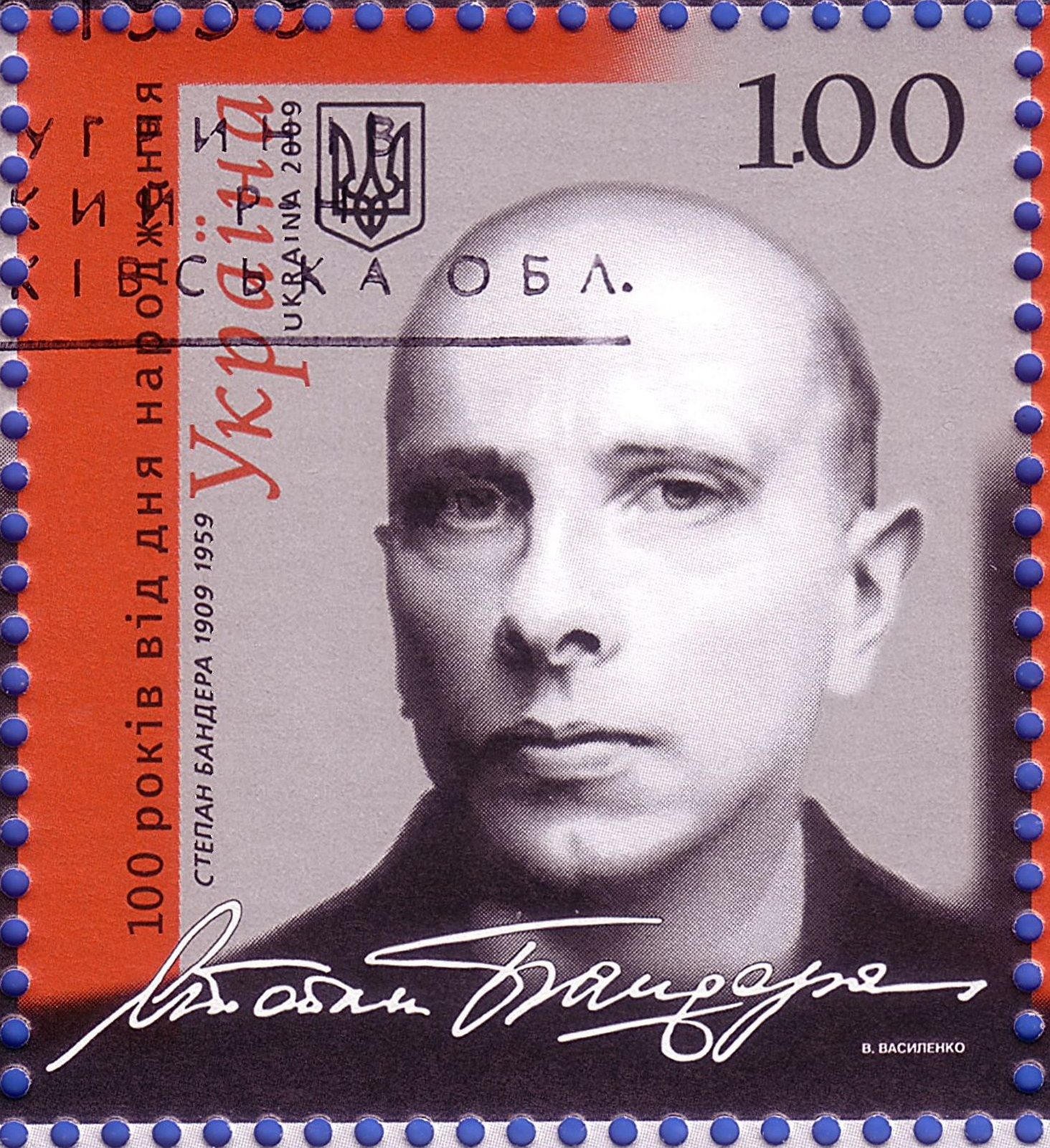
Tem phát hành nhân dịp sinh nhật thứ 100 của S. Bandera.

## Di sản
Liên Xô đã tích cực hoạt động để làm mất uy tín Bandera và tất cả các đảng phái dân tộc Ukraina khác của thời Chiến tranh thế giới thứ hai . Trong một cuộc phỏng vấn của báo Nga Komsomolskaya Pravda năm 2005, cựu sếp trưởng KGB Vladimir Kryuchkov tuyên bố rằng "các vụ giết người với nhóm Stepan Bandera là một trong những trường hợp cuối cùng trước khi KGB xử lý người không mong muốn bằng phương tiện của bạo lực" .
Cuối năm 2006, chính quyền thành phố Lviv công bố dự kiến di chuyển các mộ của Stepan Bandera, Andriy Melnyk, Yevhen Konovalets và lãnh đạo chủ chốt khác của OUN/UPA đến một khu vực mới ở Nghĩa trang Lychakivskiy đặc biệt dành riêng cho các nạn nhân của cuộc đàn áp trong cuộc đấu tranh giải phóng dân tộc Ukraina .
Tháng 10/2007, thành phố Lviv dựng lên bức tượng Bandera. Sự xuất hiện của bức tượng đã gây ra cuộc tranh luận sâu rộng về vai trò của Stepan Bandera và UPA trong lịch sử Ukraina. Hai bức tượng được dựng lên trước đó đã bị phá bỏ bởi thủ phạm chưa biết. Bức hiện nay đang được một đội dân quân bảo vệ 24/7.
Ngày 18/10/2007, Hội đồng thành phố Lviv đã thông qua nghị quyết lập ra "Giải thưởng Stepan Bandera" .
Ngày 01/01/2009 sinh nhật thứ 100 của ông đã được tổ chức ở nhiều trung tâm Ukraina , và một con tem bưu chính có chân dung của ông đã được ban hành cùng ngày .
Ngày 01/01/2014 sinh nhật thứ 105 của Bandera đã được tổ chức với một đám rước đuốc của 15.000 người ở trung tâm Kiev, còn tại Lviv hàng ngàn người tụ tập ở gần bức tượng của ông . Cuộc diễu hành được hỗ trợ bởi đảng cực hữu Svoboda và một số thành viên Batkivshchyna trung hữu (Liên đoàn toàn Ukraina "Tổ Quốc") .

### Phong Anh hùng Ukraina

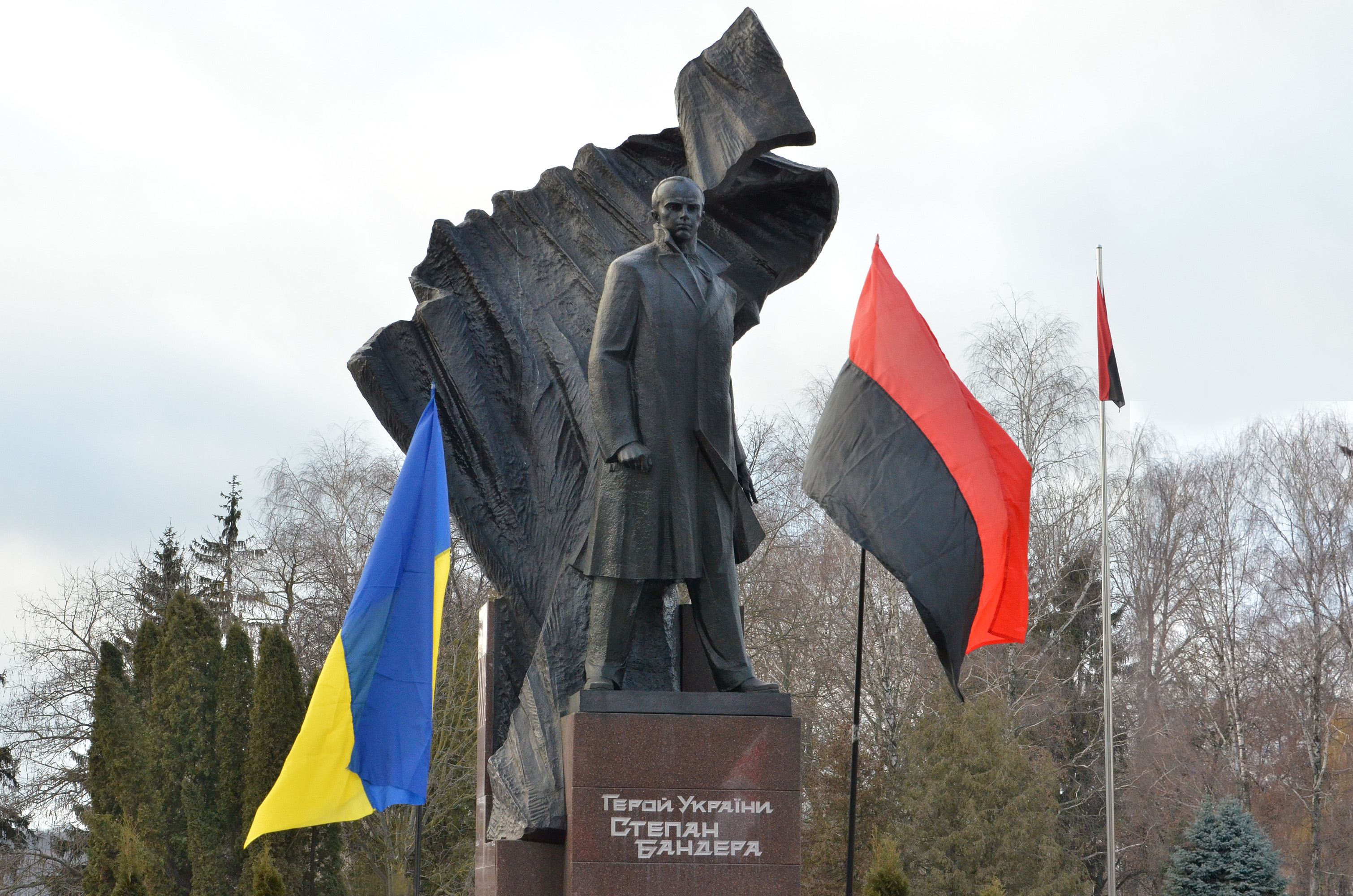
Tượng đài Stepan Bandera ở Ternopil (Ternopol)

Nhân ngày Thống nhất Ukraina, ngày 22 tháng 1 năm 2010 Tổng thống Ukraina Viktor Yushchenko truy tặng danh hiệu Anh hùng Ukraina cho S. Bandera vì cống hiến "bảo vệ ý tưởng quốc gia và chiến đấu cho một nhà nước Ukraina độc lập" . Một cháu trai của Bandera, cũng tên là Stepan, ngày hôm đó nhận phong tặng của Tổng thống trong buổi lễ nhà nước kỷ niệm ngày Thống nhất Ukraina tại Nhà hát Opera Quốc gia của Ukraina .
Sự kiện đã gây ra các phản ứng khác nhau. Phong tặng này đã bị Trung tâm Simon Wiesenthal và Hội Sinh viên người Pháp Do Thái lên án. Cùng ngày nhiều phương tiện truyền thông Ukraina, chẳng hạn như tờ báo tiếng Nga Segodnya đăng tải bài báo nhắc đến trường hợp của Yevhen Berezniak, một cựu chiến binh Liên Xô người Ukraina thời Chiến tranh thế giới thứ hai được biết đến rộng rãi, xem xét từ bỏ danh hiệu Anh hùng Ukraina của mình . Các đại diện một số tổ chức chống phát xít ở nước láng giềng Slovakia lên án phong tặng cho Bandera, gọi quyết định của Yushchenko là một sự khiêu khích, theo thông báo của RosBisnessConsulting thuộc Radio Praha .
Ngày 25/02/2010, Nghị viện châu Âu chỉ trích quyết định Tổng thống Ukraina trao cho Bandera danh hiệu Anh hùng Ukraina và bày tỏ hy vọng nó sẽ được xem xét lại . Ngày 14/5/2010 Bộ Ngoại giao Nga tuyên bố về phong tặng này, rằng "sự kiện này là rất ghê tởm mà nó không nghi ngờ có thể gây ra một phản ứng tiêu cực hàng đầu ở Ukraina", và rằng "...giải pháp loại này không đóng góp vào việc củng cố của dư luận Ukraina" .